# Туркменский государственный кукольный театр
Туркменский государственный кукольный театр (туркм. Türkmen Döwlet gurjak teatry) — единственный в Туркменистане театр кукол, расположенный в Ашхабаде на проспекте Независимости. 
Здание было построено в 2004—2005 годах турецкой компанией «Полимекс», стоимость строительства составила 15 млн долларов США. Площадь театра — 7600 метров². 
Спектакли проходят в двух залах на 300 и 200 мест. Репертуар труппы насчитывает почти 40 пьес.